# Паккебуш
Паккебуш (нем. Packebusch) — деревня в Германии, в земле Саксония-Анхальт. Входит в состав города Кальбе (Мильде) района Зальцведель.
Ранее Паккебуш имела статус общины (коммуны), подчинявшейся управлению Арендзее-Кальбе. Население составляло 395 человек (на 31 декабря 2006 года). Занимала площадь 13,86 км².
1 января 2010 года община Паккебуш вместе с рядом других населённых пунктов вошла в состав города Кальбе (Мильде).

## Достопримечательности
Евангелическая церковь, построенная в 1900 году.